# Neptunbrunnen (Danzig)

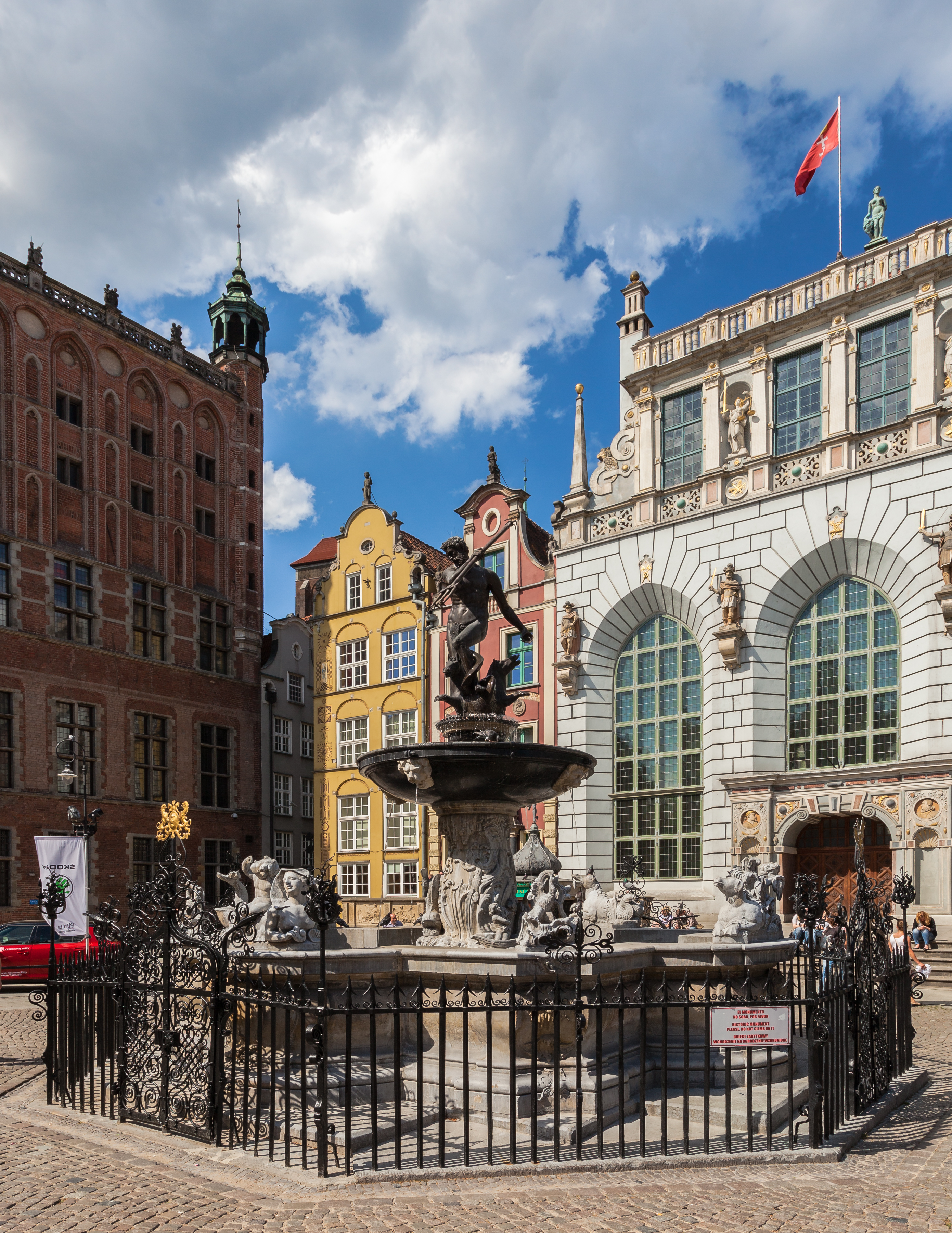
Neptunbrunnen in Danzig.

Der Neptunbrunnen (polnisch Fontanna Neptuna) ist ein Brunnen in Danzig und wurde 1633 vor dem Artushof aufgestellt.
Die Kaschuben nennen die Figur Krësztof.

## Geschichte
Er geht auf einen Vorschlag des Danziger Bürgermeisters Bartholomäus Schachmann zurück, der unter dem Eindruck einer Italienreise beschlossen hatte, Danzig mit einem Denkmal zu Ehren des Meeresgottes Neptun zu schmücken. Die Neptunfigur stammt von den Bildhauern Peter Husen und Johann Rogge; der Brunnen selbst wurde von Abraham van den Blocke entworfen, der auch alle Steinmetzarbeiten (Becken, Schale und Säule) gemacht hatte. Das eiserne Gitterwerk stammt aus dem Jahre 1634.

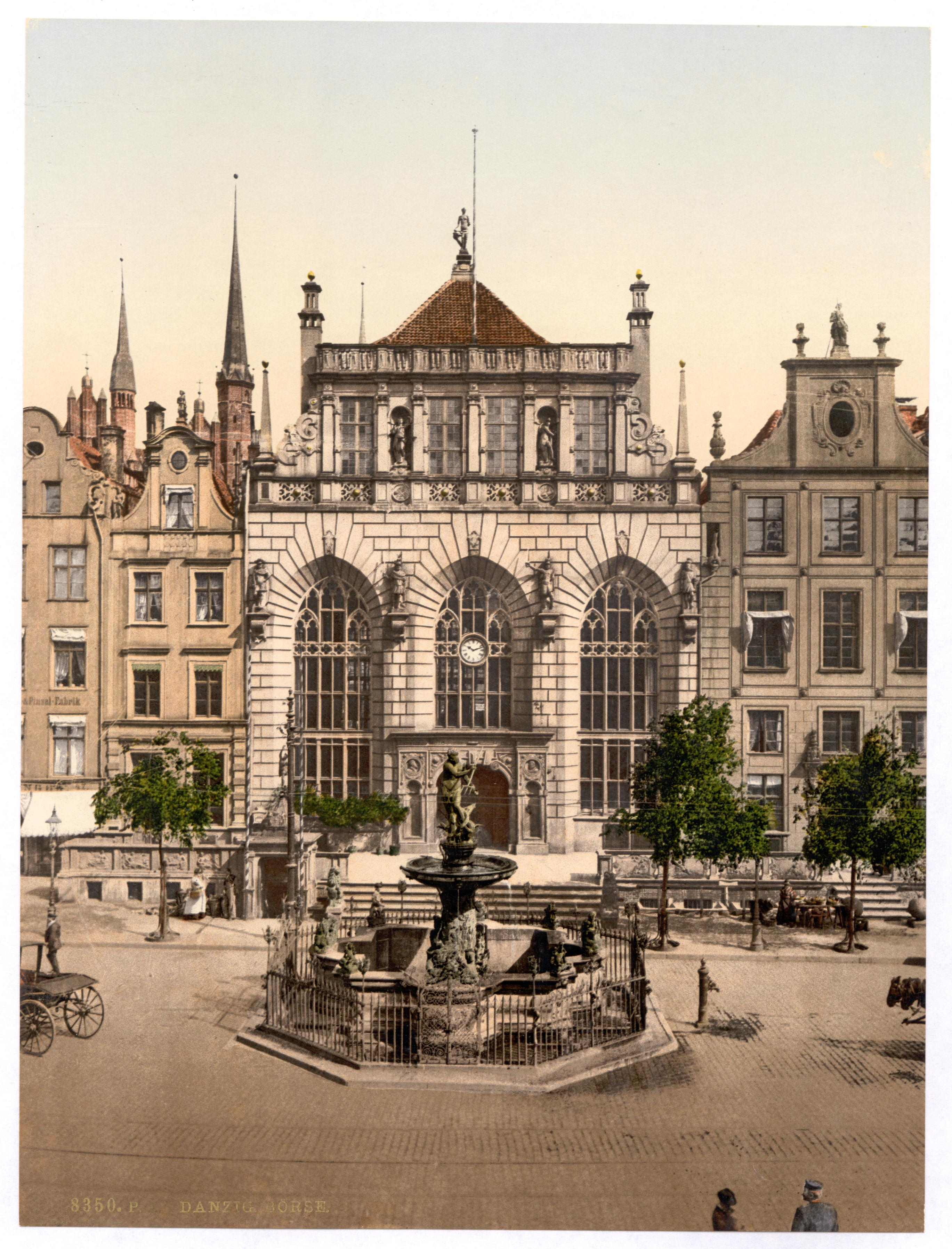
Neptunbrunnen mit Artushof am Ende des 19. Jahrhunderts
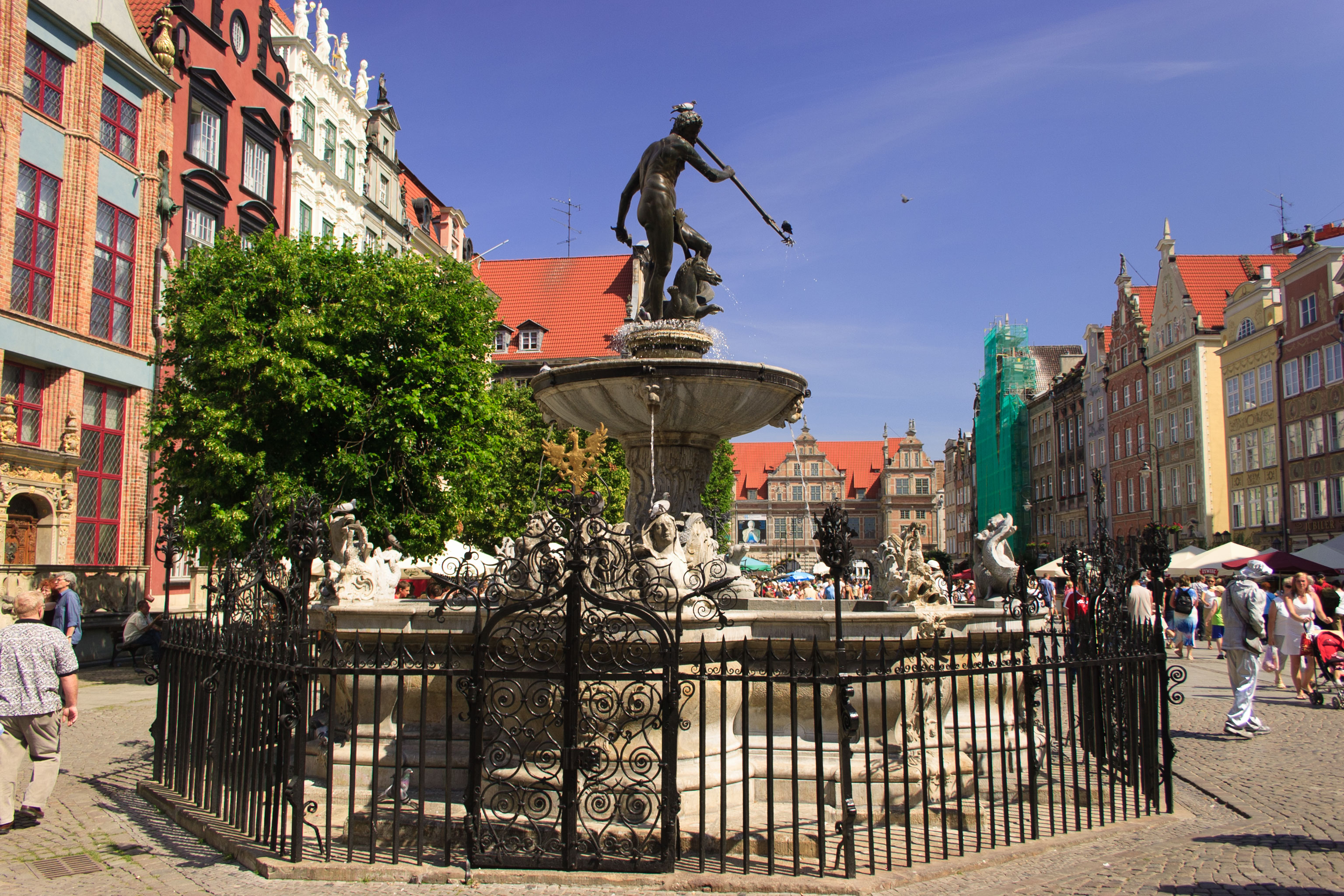
Seitenansicht
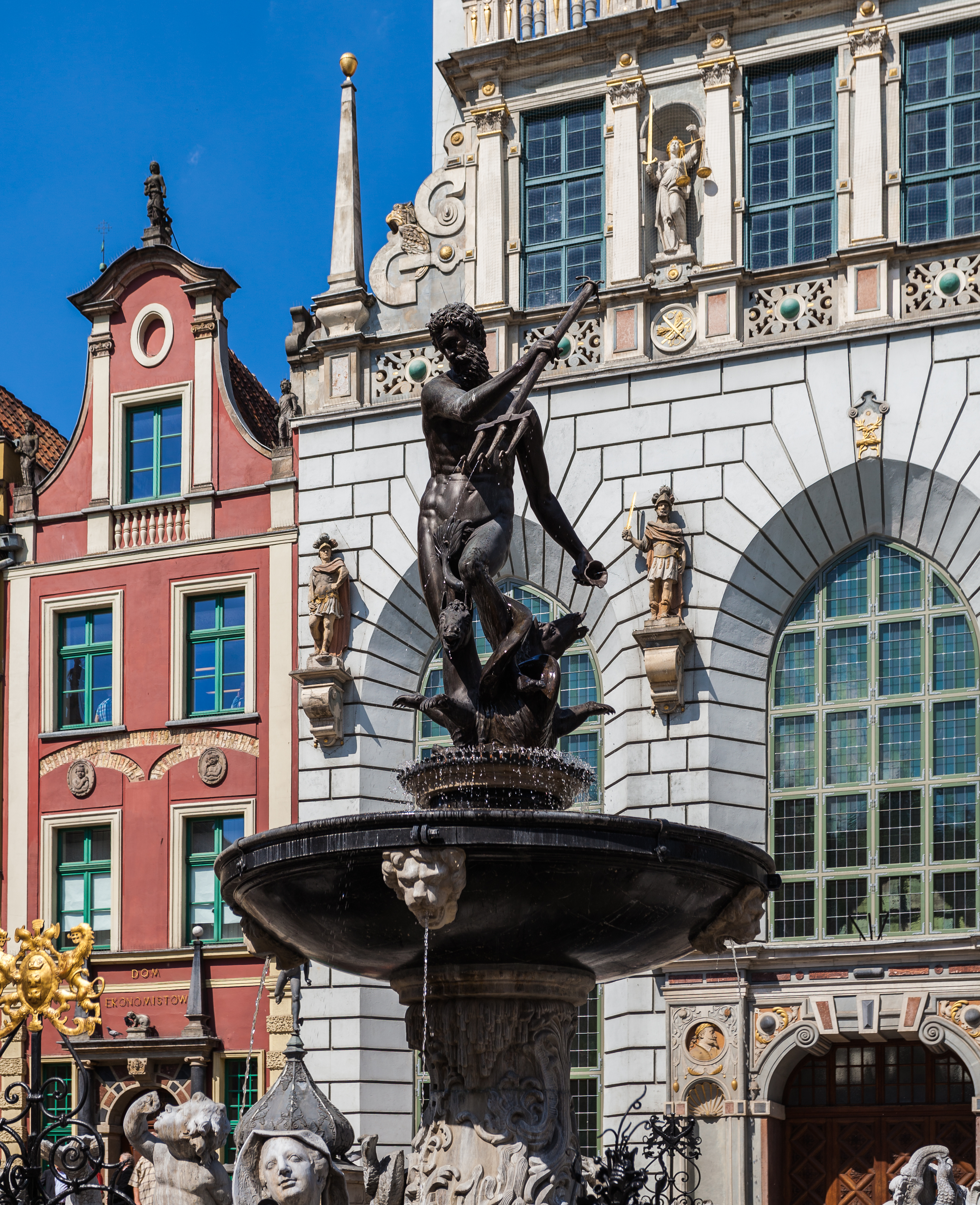
Ansicht der Neptunstatue
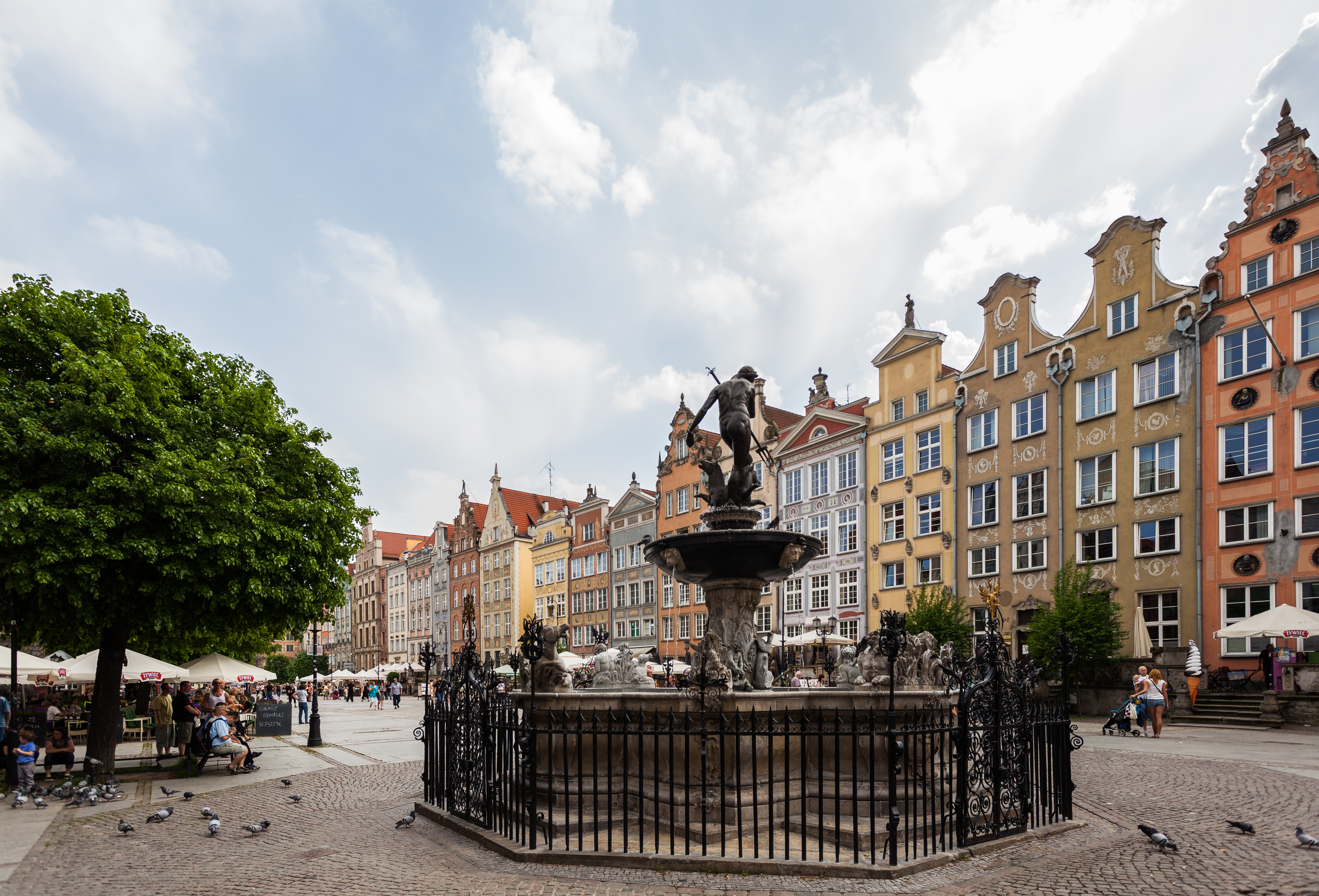
Neptunbrunnen von hinten
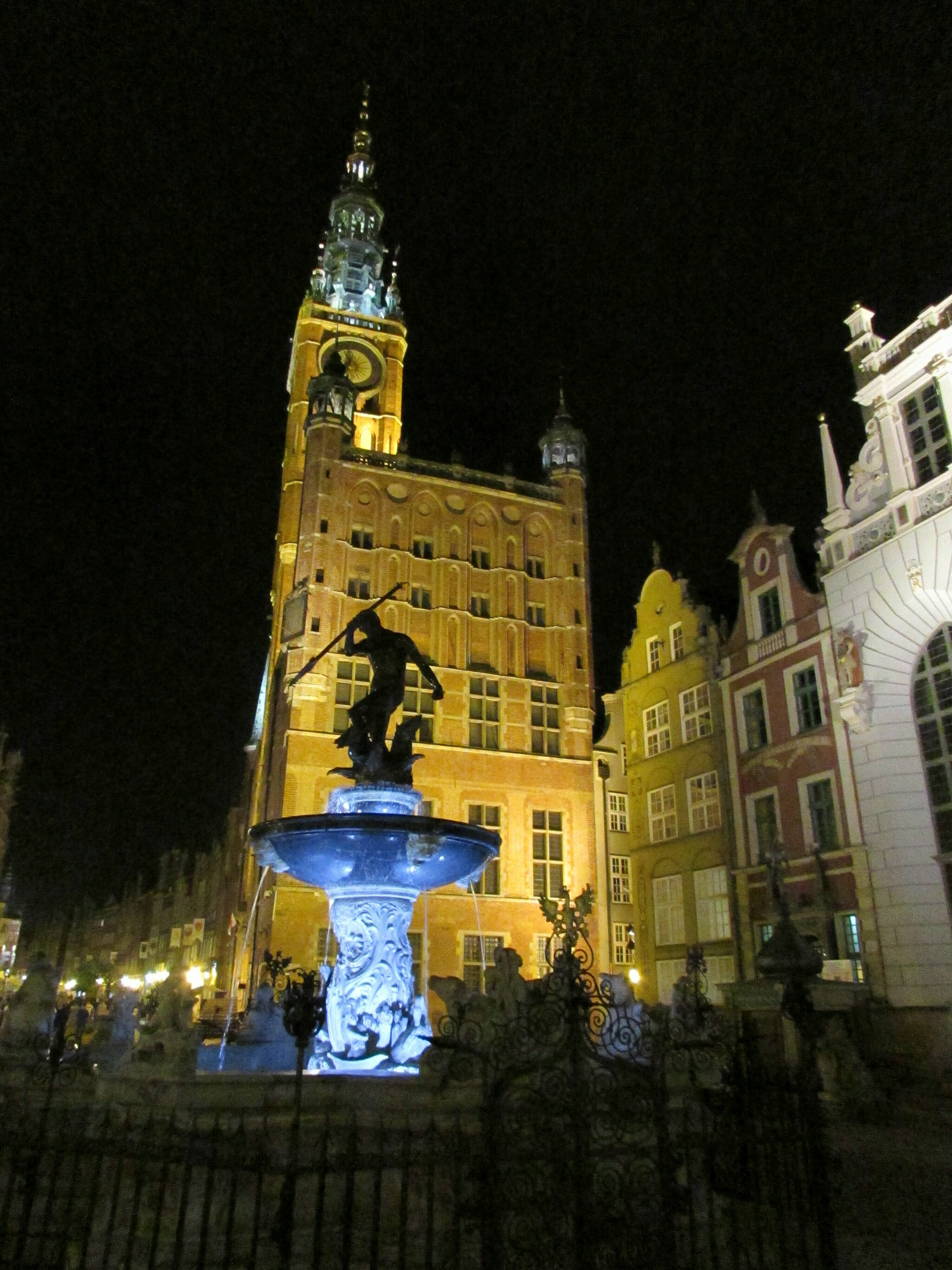
Der Brunnen bei Nacht (Juni 2015)